# Нергіс Озтюрк
Нерґіс Озтюрк (тур. Nergis Öztürk Toktaş; 25 травня 1980, Кандіра, Туреччина) — турецька акторка театру і кіно.

## Життєпис
Народилася 25 травня 1980 року в Кандірі. Закінчила факультет мови, історії та географії університету Анкари. Також закінчила Багчешегірський університет, де отримала ступінь мігістра з акторської майстерності.
2005 року дебютувала на телебаченні, зігравши епізодичну роль в телесеріалі «Вогняна затока». Кінодебют відбувся 2006-го в стрічці «Чому вбили Караґоза». 

## Особисте життя
2014 року вийшла за турецького актора Джемаля Токташа, з яким зустрічалася з 2012 року.

## Вибіркова фільмографія
| Рік       |   | Українська назва                    | Оригінальна назва                | Роль           |
| --------- | - | ----------------------------------- | -------------------------------- | -------------- |
| 2024      | с | «Дикий»                             | Yabani                           | Ханде          |
| 2023      | с | «Особистість»                       | Şahsiyet                         | Мер'єм         |
| 2022      | с | «Північ у Пера-палас»               | Pera Palas'ta Gece Yarısı        | Eleni          |
| 2022      | ф | «Берген»                            | Bergen                           | Nadire         |
| 2021      | с | «Правосуддя»                        | Yargi                            | Seda Gökmen    |
| 2020      | ф | «Аромат»                            | Fragrance                        | Ilhan          |
| 2020      | ф | «Сніжно-червоний»                   | Kar Kirmizi                      | -              |
| 2018—2019 | с | «Подвір’я»                          | Avlu                             | Zerrin Sahin   |
| 2017      | ф | «З ким ти танцюєш?»                 | Sen Kiminle Dans Ediyorsun       | Ayfer          |
| 2017      | с | «Це не вважається»                  | Bu Sayilmaz                      | Melek Sayilmaz |
| 2017      | ф | «Червоний Стамбул»                  | İstanbul Kırmızısı               | поліціянтка    |
| 2013      | ф | «Повернення додому: Сарикамиш 1915» | Eve Dönüş: Sarıkamış 1915        | Ґюль Ганім     |
| 2012      | ф | «Всередині»                         | Yeraltı                          | повія          |
| 2012      | с | «Все закінчилося ...»               | Böyle Bitmesin                   | Ніса           |
| 2010      | ф | «Касир»                             | Gişe Memuru                      | Нурґюль        |
| 2009      | ф | «Заздрість»                         | Kıskanmak                        | Сеніга         |
| 2011      | с | «День став вечером»                 | Gün Akşam Oldu                   | Бельґін        |
| 2006      | с | «Жіночий гуртожиток»                | Kızlar Yurdu                     | Ясемін         |
| 2006—2007 | с | Запам'ятай любий                    | Hatırla Sevgili                  | Аяла           |
| 2006      | ф | «Чому вбили Караґоза»               | Hacivat Karagöz Neden Öldürüldü? | сестра Джахана |
| 2005      | с | Вогняна затока                      | Körfez Ateşi                     |                |

## Нагороди
- 2009 — найкраща акторка «Антальського міжнародного кінофестивалю» за роль Сеніги в фільмі «Заздрість»[en][4].
- 2010 — нНайкраща акторка «Аданського міжнародного кінофестивалю» за роль Сеніги в фільмі «Заздрість»[en][5].